# Giovanni Bianchini
Giovanni Bianchini   (1410 - 1469) (en llatí, Johannes Blanchinus) va ser un professor de matemàtica i astronomia italià. Va ser el primer matemàtic europeu a utilitzar fraccions decimals en notació posicional, i a exposar les lleis del càlcul amb xifres negatives.

## Semblança
Va treballar a la Universitat de Ferrara i com a astròleg en la cort de Leonello d'Este. Se li associa amb Georg von Peuerbach i amb Regiomontanus. Va mantenir correspondència amb Regiomontanus en 1463–1464, en la qual s'esmenten els treballs de Bianchini titulats: Primum mobile (amb taules astronòmiques incloses), Flores almagesti, i Compositio instrumenti.
Bianchini va ser el primer matemàtic a Europa que va utilitzar fraccions decimals posicionals en les seves taules trigonomètriques, al mateix temps que Al-Kaixí en Samarcanda. En el seu De arithmetica, (una part del Flors almagesti), utilitza operacions amb nombres negatius i expressa les lleis d'operació dels signes aritmètics.
Probablement va ser el pare del fabricant d'instruments Antonio Bianchino.

## Obra

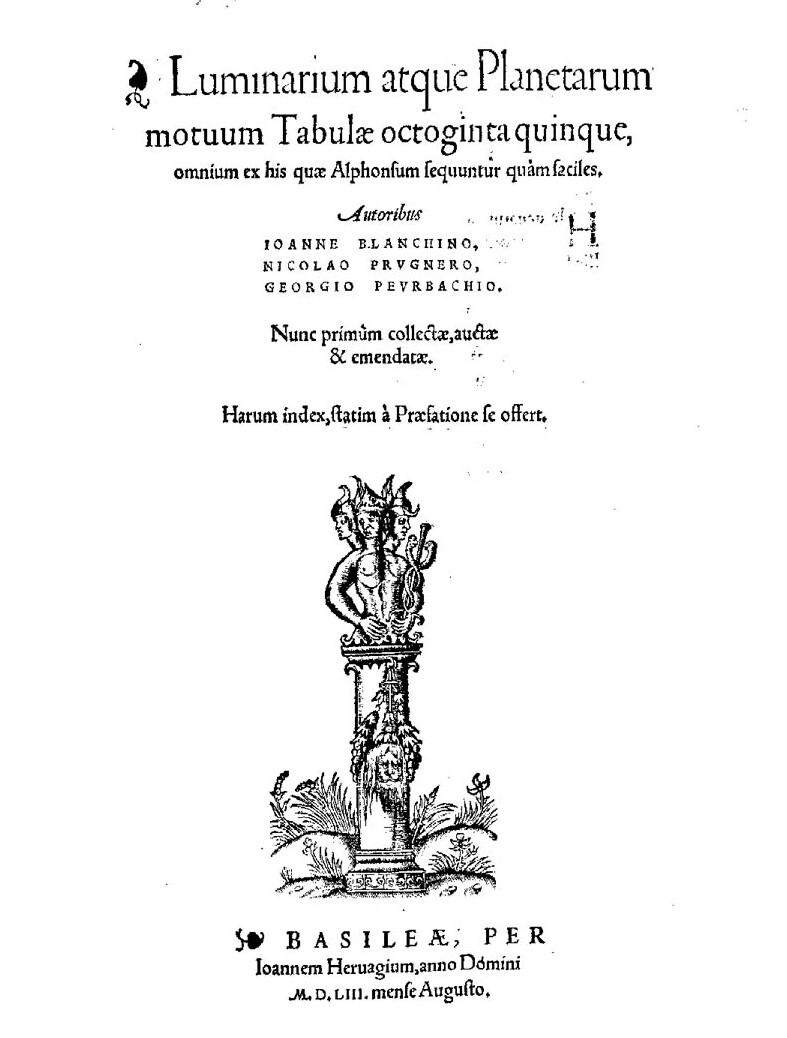
Luminarium atque planetarum motuum tabulae, 1553

- Luminarium atque planetarum motuum tabulae octoginta quinque.[2]
- Silvio Magrini (ed.), Joannes de Blanchinis ferrariensis i il suo carteggio scientifico col Regiomontano (1463-64), Zuffi, 1916 — Cartes científiques intercanviades per Bianchini i Regiomontanus

## Eponimia
- El cràter lunar Blanchinus porta aquest nom en el seu honor.[3]